# Lactydina tylopaga
Lactydina tylopaga är en svampart som först beskrevs av Drechsler, och fick sitt nu gällande namn av Chirayathumadom Venkatachalier Subramanian 1978. Lactydina tylopaga ingår i släktet Lactydina, divisionen sporsäcksvampar och riket svampar.   Inga underarter finns listade i Catalogue of Life.